# HD78611
HD78611 — хімічно пекулярна зоря спектрального класу A3, що має видиму зоряну величину в смузі V приблизно  8,7.
Вона  розташована на відстані близько 749,8 світлових років від Сонця.

## Пекулярний хімічний склад
Зоряна атмосфера HD78611 має підвищений вміст 
Eu
.